# Джорджтаун (Острова Кайман)
Джорджтаун (англ. George Town) — столица Островов Кайман, владения Великобритании в Карибском море — и порт, расположен на острове Большой Кайман.

## Описание

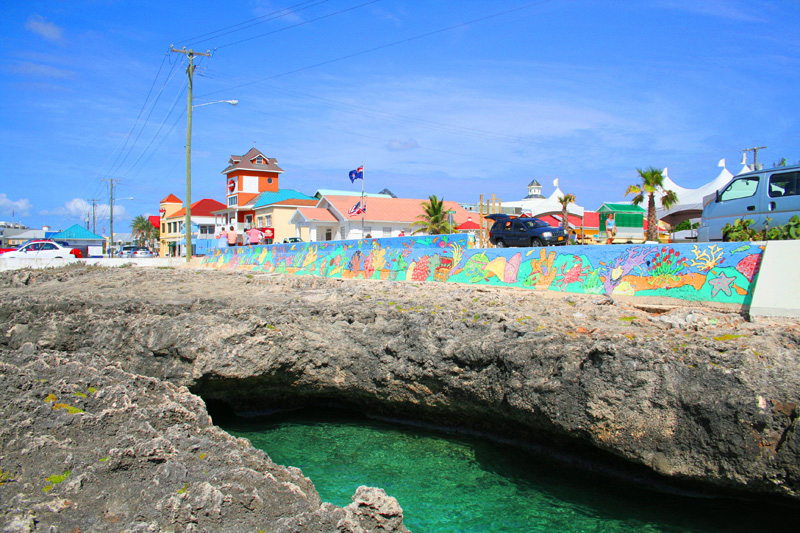
Джорджтаун

Город является финансовым центром Островов Кайман, в нём расположены офисы около 600 банковских организаций. Также тут расположен пункт обслуживания круизных лайнеров, док для грузовых кораблей и несколько торговых центров. В городе действует Международный аэропорт имени Оуэна Робертса (англ. Owen Roberts International Airport).